# The The
The The  è un gruppo inglese new wave e post-punk attivo con diverse formazioni dal 1979 con il cantante e autore Matt Johnson come unico membro fisso.

## Carriera
Ha raggiunto l'apprezzamento della critica e il successo commerciale nel Regno Unito con 15 singoli che sono entrati in classifica (sette dei quali nella Top 40), e molti album di successo come Infected (1986), che è stato per trenta settimane in classifica; sono seguiti gli album Mind Bomb (1989) e Dusk (1993) che hanno raggiunto la Top Ten.
Musicalmente molto influenzati dal blues, i The The (Matt Johnson e Keith Laws) si distinguono per i testi molto caldi e intimisti in cui dominano i temi dell'introspezione.

## Componenti del gruppo
Formazione per il tour 2018 annunciata nella pagina Facebook ufficiale "The The".
- Matt Johnson – voce, chitarra
- Barrie Cadogan – chitarra solista
- DC Collard – tastiere
- James Eller – basso
- Earl Harvin – batteria

### Componenti attuali
Matt Johnson è l'unico componente permanente del gruppo The The. Dal 1983 al 1988 e dal 2002 ad oggi è stato l'unico membro ufficiale.

### Componenti precedenti
Sono stati membri ufficiali del gruppo:
- Keith Laws – sintetizzatore (1979–1981)
- Tom Johnston – basso (1980)
- Triash (noto come Peter Ashworth) – batteria, percussioni (1980)
- Colin Lloyd Tucker – chitarra/voce (1981)
- Simon Fisher Turner – chitarra/voce (1981)
- David Palmer – batteria (1985–1994)
- Johnny Marr – chitarra e armonica (1988–1994, 2017)
- James Eller – basso (1988–1994)
- D.C. Collard – tastiere (1989–1997)
- Jim Fitting – armonica (1993–1995)
- Keith Joyner – chitarra (1993–1994)
- Jared Michael Nickerson – basso (1993–1994)
- Eric Schermerhorn – chitarra (1995–2002)
- Brian MacLeod – batteria (1995–1997)
- Gail Ann Dorsey (indicata come 'Hollywood' Dorsey) – basso (1995)
- Spencer Campbell – basso e cori (1998–2002)
- Earl Harvin – batteria (1998–2002)

## Collaboratori
I seguenti artisti non sono stati membri ufficiali ma hanno collaborato a diversi progetti del gruppo.
- Marc Almond – voce (1982)
- David Johansen – armonica (1982)
- Fiona Skinner – Grafica e regista: ha realizzato il logo The The, varie copertine dei dischi e la regia di videoclip e promo.
- J. G. Thirlwell – campionatore, percussioni (1983–attuale)
- Andy Dog – illustrazioni, dipinti (1981–1993)
- Tim Pope – regia (1986–2002)
- Peter Christopherson – regia (1986–1987)
- Jools Holland – piano (1983)
- Thomas Leer – tastiere (1983)
- Jean-Marc Lederman – tastiere (1983)
- Zeke Manyika – batteria
- Steve Hogarth – piano (1986)
- Neneh Cherry – voce (1986)
- Anna Domino – voce (1986)
- Andrew Poppy – arrangiamenti (1986)
- Ashley Slater – trombone (1986)
- Sinéad O'Connor – voce (1989)
- Melanie Redmond – voce (1989–1990)
- Vinnie Colaiuta – batteria (1993)
- Bruce Smith – batteria (1993)
- Danny Thompson – basso (1988–1993)
- Lloyd Cole – voce (1999)
- Benn Northover – regia (2002)
- Ian Peel – produttore, ingegnere del suono (2002)
- Steve James Sherlock – sax/flauto (1979–81)
- Paul "Wix" Wickens – piano/hammond organ/accordion (1983, 1989)
- Mark Feltham – armonica
- Angela McCluskey – voce (2002)

## Discografia
- 1983 - Soul Mining
- 1986 - Infected
- 1989 - Mind Bomb
- 1993 - Dusk
- 1995 - Hanky Panky
- 2000 - Nakedself
- 2010 - Tony - The Soundtrack
- 2012 - Moonbug - The Soundtrack
- 2015 - Hyena - The Soundtrack
- 2020 - Muscle - The Soundtrack
- 2024 - Ensoulment